# Klondike, Yukon

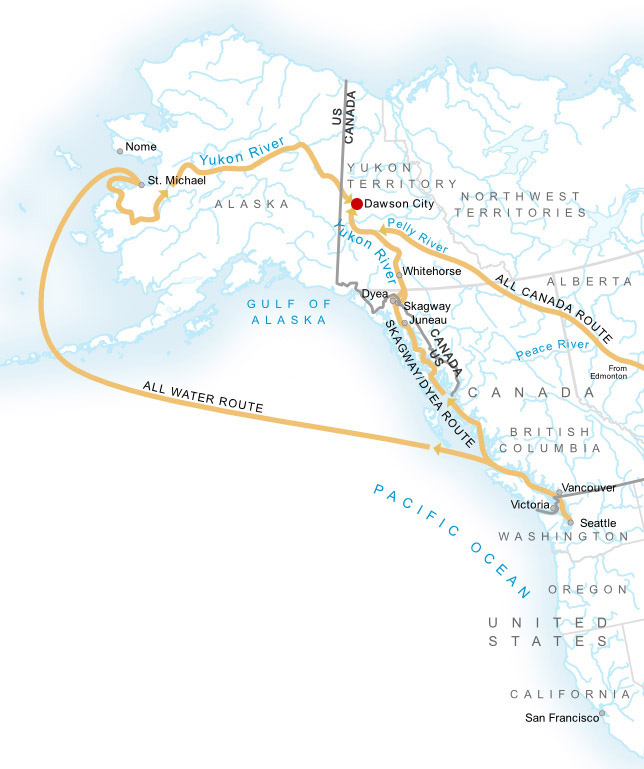
Rutele spre Dawson City

Klondike (Klondike Fields) este o regiune de munte în apropiere de Dawson City din teritoriul canadian Yukon. Regiunea este situată în nord-vestul Canadei la granița dintre Alaska și teritoriul Yukon pe valea lui Klondike River un afluent al fluviului Yukon River. In regiunea Klondike a fost găsit în anul 1897 aur ceea ce a declanșat în anii următori goana după aur din America de Nord. Această perioadă din istoria americană este comemorată prin parcul național istoric Klondike Gold Rush National Historical Park.